# Ti direi
Ti direi è un singolo del rapper italiano Nitro pubblicato il 7 aprile 2023 come terzo estratto dal quinto album in studio Outsider.